# Luís Manuel Monteiro
Luís Manuel Monteiro, primeiro e único barão de Santa Eugênia (? — ?), foi um nobre brasileiro. 
Filho do 1.º conde da Estrela. Casou-se com Romana Guilhermina da Rocha, filha do conde de Itamarati.
Foi agraciado barão por decreto de 3 de outubro de 1880.